# Parafia św. Jadwigi w Union City
Parafia św. Jadwigi w Union City (ang. St. Hedwig's Parish) – parafia rzymskokatolicka położona w Union City, Connecticut, Stany Zjednoczone.
Jest ona jedną z wielu etnicznych, polonijnych parafii rzymskokatolickich w Nowej Anglii z mszą św. w j. polskim dla polskich imigrantów.
Nazwa parafii jest dedykowana św. Jadwidze Śląskiej.
Parafia została ustanowiona 18 lutego 1906 roku.

## Historia
14 lutego 1906, biskup Michael Tierney mianował ks. Ignacego Maciejewskiego pierwszym polskim proboszczem w Union City.

Ks. Maciejewski odprawił pierwszą parafialną mszę św. w Sokolowski Hall 18 lutego 1906.

2 czerwca 1907 budowa kościoła została zakończona i parafia formalnie została ustanowiona.